# Polypodium repandulum
Polypodium repandulum là một loài thực vật có mạch trong họ Polypodiaceae. Loài này được (Kuntze) Mett. miêu tả khoa học đầu tiên năm 1857.